# Ecuadorbergstjärna
Ecuadorbergstjärna (Oreotrochilus chimborazo) är en sydamerikansk fågel i familjen kolibrier som förekommer i högt belägna bergstrakter i sydligaste Colombia och Ecuador.

## Utseende och levnadssätt
Ecuadorbergsstjärnan särskiljer sig från de andra arterna i släktet genom att hanens huvud är blålila. Den återfinns i gräs- och buskvegetation eller lågväxt skogsmark på 3.500 till 5.200 meter över havet. Ingen annan kolibriart förekommer på högre höjder. 

## Utbredning och systematik
Ecuadorbergstjärna delas vanligen in i tre underarter med följande utbredning:
- Oreotrochilus chimborazo jamesoni – södra Colombia och norra Ecuador
- Oreotrochilus chimborazo soderstroemi – centrala Ecuador (berget Quilotoa)
- Oreotrochilus chimborazo chimborazo – centrala Ecuador (bergen Chimborazo och Azuay)

Vissa behandlar istället taxonet soderstroemi som en övergångsform mellan jamesoni och chimborazo.

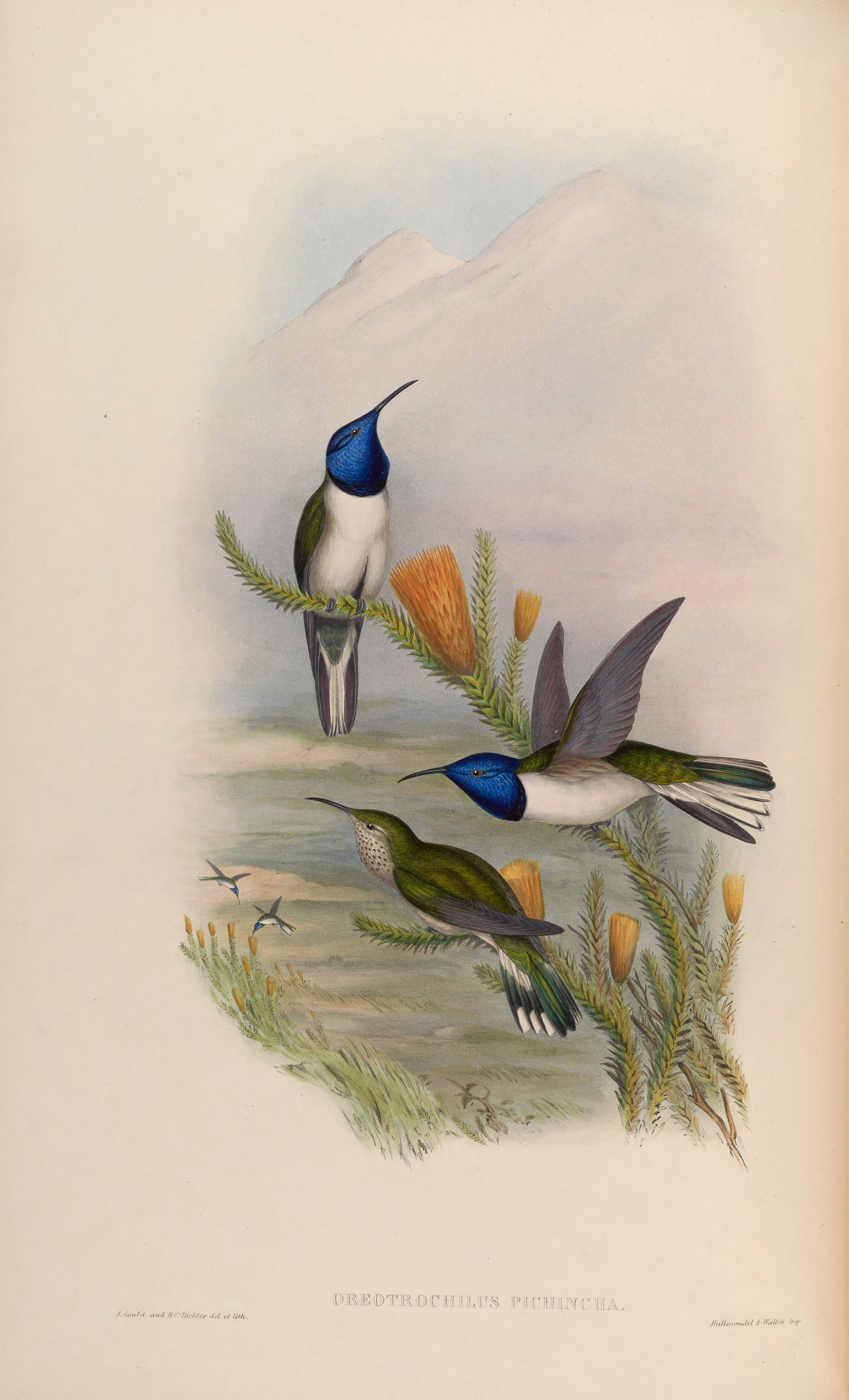
Illustration av ecuadorbergstjärna, underarten jamesoni.

## Status och hot
Arten har ett stort utbredningsområde och en stor population med stabil utveckling och tros inte vara utsatt för något substantiellt hot. Utifrån dessa kriterier kategoriserar internationella naturvårdsunionen IUCN arten som livskraftig (LC). Världspopulationen har inte uppskattats men den beskrivs som vanlig men fläckvist förekommande.

## Namn
Fågelns vetenskapliga artnamn syftar på berget Chimborazo i Ecuador.